# Janvier 1870

## Événements
- 2 janvier, France : le républicain Émile Ollivier est appelé par Napoléon III à constituer un ministère.

- 5 janvier : le baron Georges Eugène Haussmann est destitué de ses fonctions quelques mois avant la chute de Napoléon III.

- 10 janvier, France : début de l'affaire Victor Noir, journaliste tué au domicile parisien du prince Pierre Bonaparte, cousin de Napoléon III. Venu pour arranger les conditions d'un duel, le journaliste aurait eu une attitude menaçante.

- 12 janvier, France : les funérailles du journaliste Victor Noir sont l'occasion d'une manifestation républicaine.

- 21 janvier, France : Émile Ollivier présente son ministère républicain.

- 24 janvier, France : les républicains Jules Ferry et Léon Gambetta déposent, au nom de l'opposition républicaine, une proposition de loi selon laquelle « le titre et les fonctions de préfet de police sont supprimés ».

## Naissances
- 2 janvier ; Efisio Giglio-Tos, photographe et universitaire italien, fondateur de la Corda Fratres († 6 janvier 1941).
- 16 janvier ; Albert Fish, tueur en série et cannibale américain († 16 janvier 1936).
- 22 janvier : Charles Tournemire, né à Bordeaux, compositeur et organiste français († 4 novembre 1939).
- 25 janvier : Henry Bordeaux, né à Thonon-les-Bains (Haute-Savoie), écrivain français († 1963).

## Décès
- 18 janvier : Moshoeshoe Ier, chef suprême du Basutoland. (° v. 1800).
- 24 janvier : Pauline Appert, artiste peintre française (° v. 1803).